# Rudolf Augstein
Rudolf Karl Augstein (/ˈʁuː.dɔlf kaʁl ˈaʊ̯g.ʃtaɪ̯n/) (né le 5 novembre 1923 à Hanovre et mort le 7 novembre 2002 à Hambourg) a été un des journalistes allemands les plus influents, fondateur et copropriétaire du magazine Der Spiegel.

## Biographie
Né en Allemagne, Rudolf Augstein a grandi dans une famille catholique de la classe moyenne. Il est le plus jeune de sept enfants (cinq sœurs et un frère - Josef Augstein, futur avocat à Hanovre). Lors de la prise du pouvoir par les nationaux-socialistes, ses parents l'envoient dans l'établissement d'enseignement secondaire de l'impératrice Augusta-Victoria de Schleswig-Holstein-Sonderbourg-Augustenbourg dans le district ouvrier de Linden, considéré comme peu influencé par les nazis. Il y fait la connaissance d'Uri Avnery, un camarade de classe. Il termine le lycée en 1941 avec un diplôme d'études secondaires et effectue ensuite un stage au Hannoversche Anzeiger, future Hannoversche Allgemeine Zeitung (HAZ). 
À partir de 1942, il fait son service militaire en tant qu'opérateur radio et observateur d'artillerie dans la Wehrmacht dans le secteur de Voronej. Vers la fin de la Seconde Guerre mondiale, il est promu lieutenant-observateur de l'artillerie de la réserve. Il est récompensé au cours de son service par la Croix de fer et l'Insigne des blessés (Allemagne) en argent.

### Der Spiegel
Après la guerre, Augstein fut le premier éditeur du Hannoversche Nachrichtenblatt. En 1946, il fut recruté par les attachés de presse britanniques John Seymour Chaloner, Harry Bohrer et Henry Ormond en tant que rédacteur en chef de l'hebdomadaire Diese Woche, qui devrait être un journal sous licence inspiré du British News Review et du magazine American Time. Après seulement six numéros, cependant, le Foreign Office britannique a ordonné la cessation immédiate du journal en raison des critiques formulées dans le magazine à l'égard des puissances occupantes. Chaloner a au moins obtenu l’autorisation de remettre le magazine en des mains allemandes. Ainsi, Augstein acquit la licence d'éditeur avec le photographe Roman Stempka et l'éditeur Gerhard R. Barsch à Hanovre. Augstein est devenu rédacteur en chef et éditeur et a publié le 4 janvier 1947 la première édition du magazine d'actualités sous le nouveau titre DER SPIEGEL dans la maison d'édition de la tour Anzeiger à Hanovre.
En janvier 1949, Augstein fut pour la première fois inculpé pour un reportage dans le Spiegel, après que le magazine eut rapporté que dans une perquisition domiciliaire à Kiel chez l'ex-ministre de l'Agriculture, Erich Arp, avaient été trouvées des boîtes de viande. Augstein fut acquitté devant le tribunal.
En 1952, il s'agissait d'un article sur Herbert Blankenhorn qui eut pour conséquence la saisie à l'échelle nationale du numéro du Spiegel (déjà livré) 28/1952. En 2007, il fut révélé qu'Augstein, dans ce contexte, dans les années 50, avait demandé conseil au constitutionnaliste Carl Schmitt pour une plainte constitutionnelle et avait également entretenu une correspondance avec lui pendant un certain temps. Le procès s'est terminé en septembre 1955 avec un règlement.
Lorsque le Spiegel publie dans le numéro 41/1962, sous le titre « Une défense conditionnelle », un article qui, basé sur des rapports confidentiels concernant les manœuvres de l'OTAN Fallex 62, met en question le concept de défense de la Bundeswehr, Augstein et sept autres employés du journal sont emprisonnés à l'instigation du ministre de la Défense, Franz Josef Strauss sous l'accusation de trahison. Cette affaire sera dénommée par la suite l'affaire du Spiegel. Les arrestations déclenchent une vague de manifestations. Après 103 jours de détention, Augstein est libéré en février 1963. Le 30 novembre 1962 déjà, Strauss avait été contraint de démissionner de son poste de ministre de la Défense en raison de l'affaire et avait été contraint de se retirer un moment dans la politique régionale de l'État de Bavière. On parle du « début de la fin » de l'ère Adenauer, qui a également démissionné la même année. Peu de temps avant sa mort, Adenauer reçoit encore Augstein pour un entretien.
Der Spiegel est devenu (et demeure) le plus important hebdomadaire d'investigation de ce pays. 
Au milieu des années 1960, il a puissamment relayé la thèse de Fritz Fischer sur les responsabilités de l'impérialisme allemand dans le déclenchement de la Première Guerre mondiale. 
Augstein est devenu un membre du Bundestag en 1972, mais a démissionné en 1973 pour se concentrer sur son métier de journaliste, estimant avoir plus d'influence à l'extérieur, grâce à son magazine. En décembre 1981, il appuie le président Helmut Schmidt qui soutient la proclamation de l'état d'urgence par le général Jaruzelski en Pologne, affirmant que c'est le seul moyen d'éviter l'intervention militaire soviétique.
Historien amateur, Augstein a publié plusieurs livres couronnés de succès, parmi lesquels Preußens Friedrich und die Deutschen (1981), Otto von Bismarck (1990) et, sur son adversaire de toujours, Überlebensgroß Herr Strauß, Ein Spiegelbild (1980).
Après que Stefan Aust fut devenu rédacteur en chef du Spiegel, en 1994, Augstein se retira de la vie publique, bien qu'il ait continué à publier des commentaires régulièrement dans le magazine presque jusqu'à sa mort. Pour son action en faveur de  la paix, les libertés civiques et la liberté de la presse il a été honoré du titre de « Journaliste du siècle » en 2000 par 101 journalistes allemands.
Augstein s'est marié cinq fois, la dernière fois en 2000. Il est mort le 7 novembre 2002 d'une pneumonie et a été enterré sur l'île de Sylt.

## Distinctions
- Croix de commandeur de l'ordre du Mérite